# جيك جونز
جيك جونز (بالإنجليزية: Jake Jones) (6 أبريل 1993 سوليهل المملكة المتحدة - ) هو لاعب كرة قدم بريطاني.

## روابط خارجية
- جيك جونز على موقع قاعدة بيانات كرة القدم.إي يو (الإنجليزية)
- جيك جونز على موقع Soccerbase.com (لاعب) (الإنجليزية)
- جيك جونز على موقع Soccerway.com (الإنجليزية)